# Nerw mieszany
Nerw mieszany – nerw, przewodzący impulsy nerwowe w dwóch kierunkach: z i do ośrodkowego układu nerwowego.
Impulsy mogą być w nich przewodzone zarówno z ośrodkowego układu nerwowego do efektorów, np. mięśni poprzecznie prążkowanych, mięśni gładkich i gruczołów, jak i receptorów do ośrodkowego układu nerwowego. W nerwie takim da się wyróżnić włókna wiodące do ośrodkowego układu nerwowego zwane doprowadzającymi, aferentnymi lub centropetalnymi oraz włókna wychodzące z ośrodkowego układu nerwowego zwane odprowadzającymi, eferentnymi lub centrofugalnymi.
W obwodowym układzie nerwowym ryb i czworonogów, w tym człowieka nerwami mieszanymi są wszystkie nerwy rdzeniowe oraz 4 pary skrzelowych nerwów czaszkowych, tj. trójdzielne, twarzowe, językowo-gardłowe i błędne.